# Rozbłysk gamma

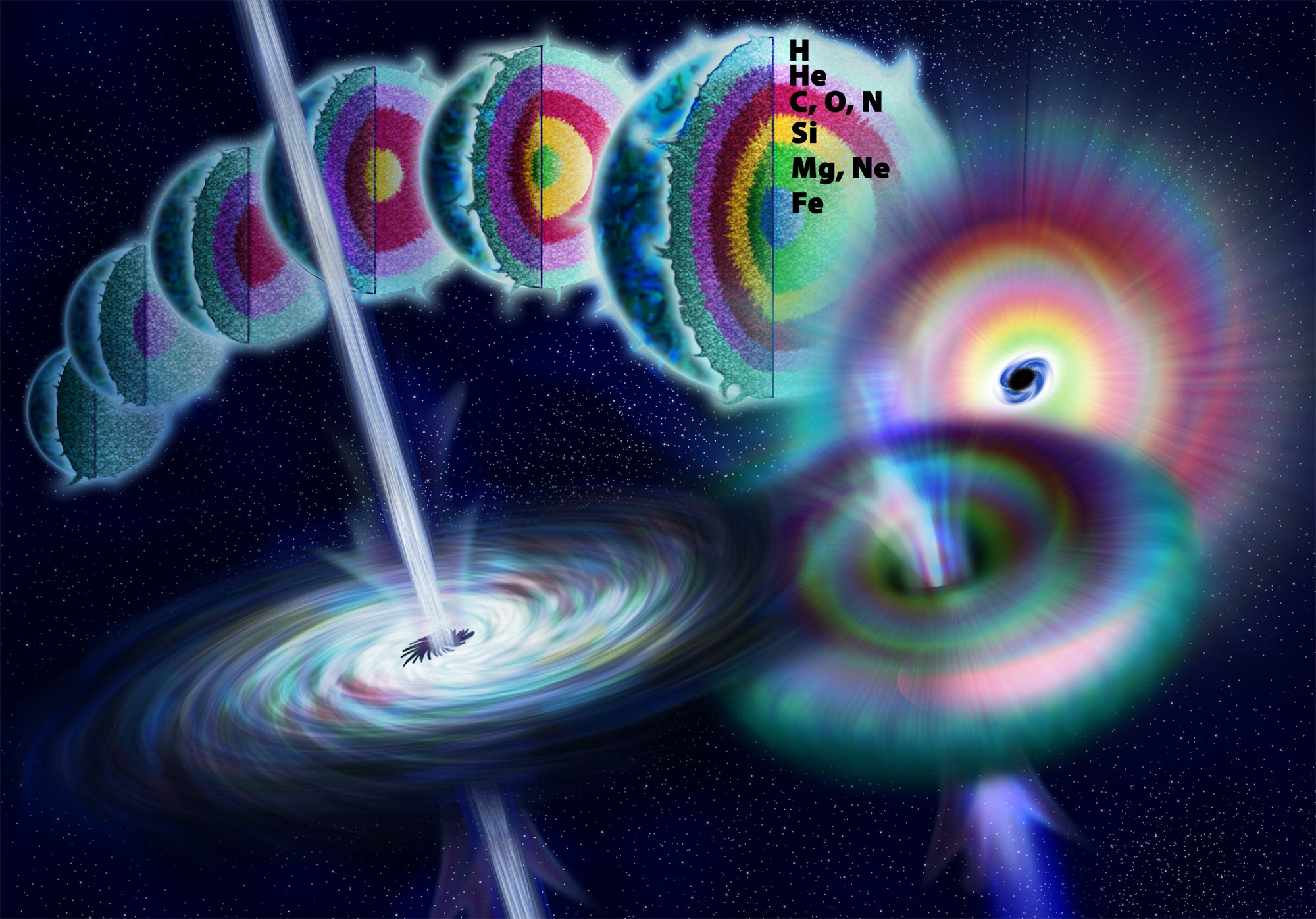
Ilustracja obrazująca masywną gwiazdę zapadającą się do postaci czarnej dziury. Energia uwolniona w formie dżetów wzdłuż osi rotacji tworzy rozbłysk gamma

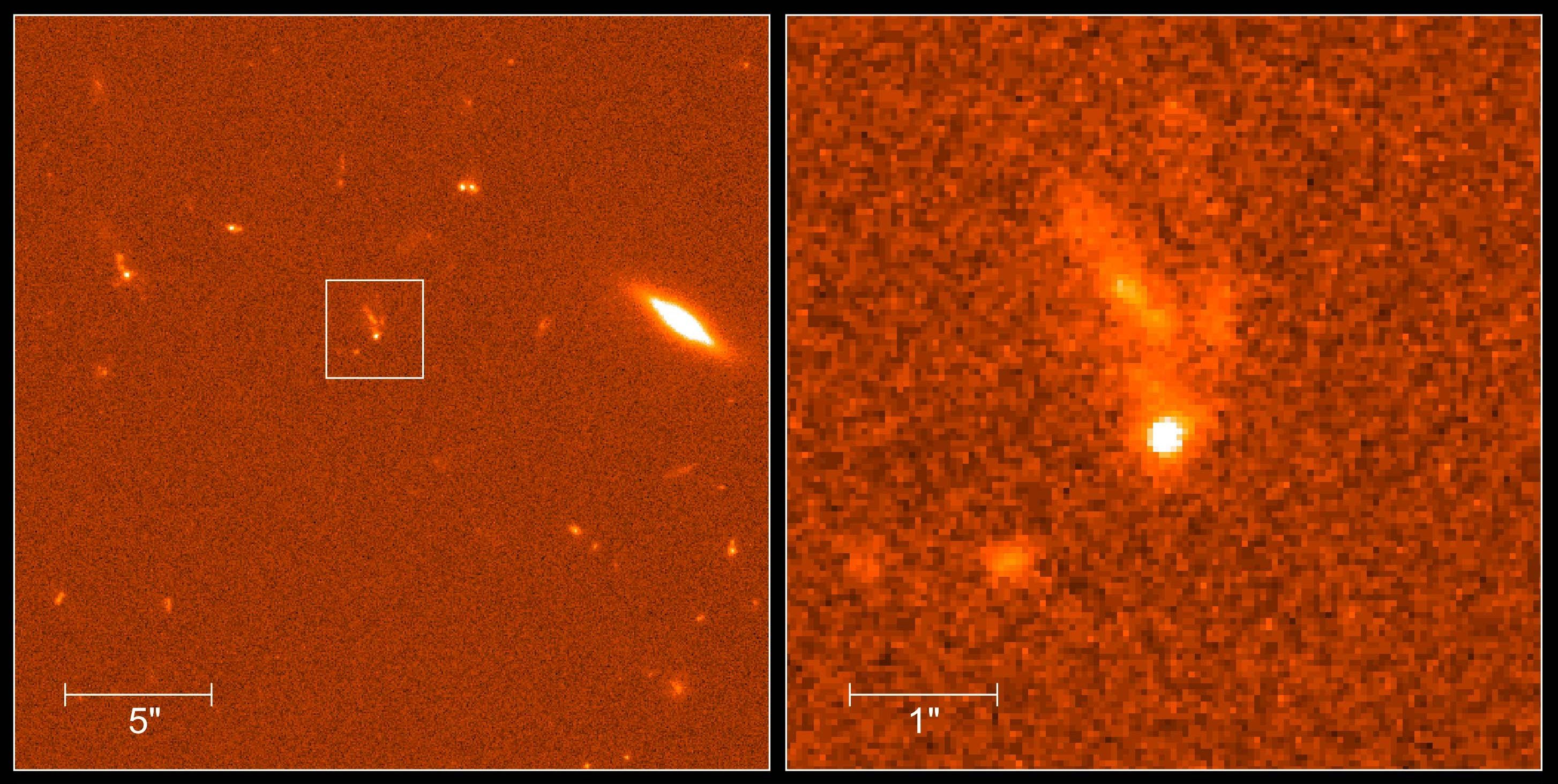
Optyczna poświata po rozbłysku gamma GRB 990123 (jasna kropka w kwadracie, z prawej powiększenie) z 23 stycznia 1999. Rozmyta jasna plama widoczna nad błyskiem to jego galaktyka macierzysta. Jej wydłużony kształt prawdopodobnie jest wynikiem deformacji wskutek zderzenia z inną galaktyką

Rozbłysk gamma (GRB, ang. gamma-ray burst) – pojawiające się izotropowo na sferze niebieskiej, mniej więcej raz na dobę i trwające od kilku milisekund aż do siedmiu godzin, nagłe wzrosty natężenia promieniowania gamma w niewielkim obszarze nieba. Są to najjaśniejsze źródła promieniowania elektromagnetycznego znane we Wszechświecie. Rozbłyskom towarzyszą również tzw. poświaty, w zakresie większych długości fal (promieniowanie rentgenowskie, ultrafioletowe, optyczne, podczerwone czy radiowe).
Ponieważ błyski nie wykazują śladów gromadzenia się w płaszczyźnie naszej Galaktyki, a ponadto w ich rozkładzie widoczne są efekty kosmologiczne, zatem pochodzenie ich jest pozagalaktyczne. Hipotezę tę, wysuniętą pod koniec lat 80. XX w. przez polskiego astrofizyka Bohdana Paczyńskiego, potwierdziły obserwacje wykonane przez detektor BATSE. Ponadto dla części błysków udało się zmierzyć przesunięcia ku czerwieni w widmach poświat optycznych, co również potwierdziło kosmologiczny charakter tych zjawisk. Ze względu na duży strumień energii, jaki dociera do Ziemi z tak wielkich odległości, błyski gamma zaliczane są do najjaśniejszych znanych źródeł promieniowania we Wszechświecie.
Źródła błysków gamma zlokalizowane są miliardy lat świetlnych od Ziemi. Oznacza to, że te eksplozje są bardzo energetyczne (typowy wybuch uwalnia w ciągu kilku sekund tyle energii, ile Słońce w ciągu całego swojego życia, czyli 10 miliardów lat) oraz bardzo rzadkie (kilka zdarzeń na jedną galaktykę na kilka milionów lat). Wszystkie zaobserwowane błyski gamma pochodzą spoza naszej galaktyki, chociaż zbliżona klasa obiektów powtarzalne źródła miękkich promieni gamma, jest kojarzona z magnetarami znajdującymi się w Drodze Mlecznej. Istnieją pewne obawy, że jeśli źródło błysku gamma z naszej Galaktyki byłoby skierowane w stronę Ziemi, mogłoby spowodować masowe wymieranie.
Większość zaobserwowanych rozbłysków gamma to strumień promieniowania, który uwalniany jest w wyniku wybuchu supernowej albo hipernowej wtedy kiedy szybko rotująca, masywna gwiazda zapada się tworząc gwiazdę neutronową, gwiazdę kwarkową albo czarną dziurę. Pewna podgrupa rozbłysków gamma (krótkie rozbłyski gamma) wydaje się powstawać w wyniku innego procesu. Mogą one być wynikiem koalescencji składników gwiazdy podwójnej składającej się z gwiazd neutronowych.
21 listopada 2013 roku NASA opublikowała dane z jednego z najjaśniejszych zarejestrowanych przypadków błysków gamma GRB 130427A zaobserwowanego 27 kwietnia 2013. Z kolei rozbłysk gamma GRB 090429B jest obecnie rekordzistą, jeśli chodzi o najdalszy zarejestrowany obiekt we Wszechświecie.

## Historia odkrycia rozbłysków gamma
Błyski gamma po raz pierwszy zostały zaobserwowane w roku 1967 przez amerykańskiego satelitę wojskowego Vela. Był to jeden z satelitów, którego zadaniem było śledzenie, czy przestrzegany był traktat o nieprzeprowadzaniu testów z bronią jądrową (z wyjątkiem podziemnych).
Pierwszym podejrzeniem było, że promieniowanie gamma emitowane jest podczas tajnych prób z bronią jądrową, przeprowadzanych przez Związek Radziecki. Uczeni z Los Alamos Scientific Laboratory nie byli pewni, co powoduje te zdarzenia. Nie uznali ich za konieczne do natychmiastowej analizy. Po wystrzeleniu kolejnych satelitów Vela ze znacznie lepszą aparaturą zespół naukowców z Los Alamos nadal odbierał sygnały o rozbłyskach gamma. Poprzez analizę czasów rejestracji tych błysków na różnych satelitach byli w stanie określić ich przybliżone pochodzenie na niebie. Odrzucili oni hipotezę o pochodzeniu tych błysków z Ziemi oraz Układu Słonecznego. Detekcję błysków gamma odtajniono i wyniki prac opublikowano w 1973 roku w czasopiśmie „Astrophysical Journal” pod tytułem Observations of Gamma-Ray Bursts of Cosmic Origin.

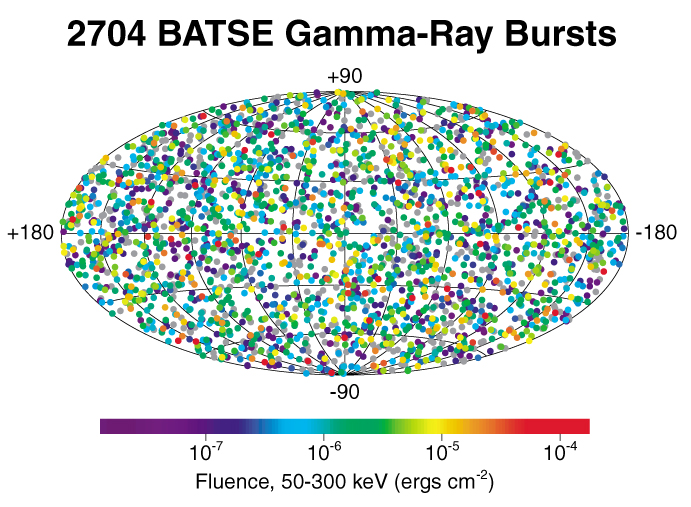
Położenie na niebie wszystkich błysków gamma zarejestrowanych przez satelitę BATSE. Rozkład położeń jest izotropowy, czyli bez wyraźnej koncentracji w płaszczyźnie dysku Drogi Mlecznej (poziomo wzdłuż środka obrazka), co wskazuje na pozagalaktyczne pochodzenie źródeł błysków gamma

Obecnie astronomowie zajmujący się promieniami gamma starają się powiązać rozbłyski gamma ze znanymi źródłami promieniowania. Trudności obserwacyjne związane są z przypadkowością i krótkim czasem trwania tych rozbłysków, jak również słabą zdolnością rozdzielczą detektorów i niskim stosunkiem sygnału do szumu w zakresie wysokich energii. Duży postęp dokonał się po wystrzeleniu w 1991 r. satelity Compton Gamma Ray Observatory, na pokładzie którego znajdował się instrument BATSE (ang. Burst and Transient Source Explorer, BATSE) – bardzo czuły instrument do detekcji promieniowania gamma. Satelita ten pokazał izotropowy rozkład położeń błysków gamma, czyli nie zarejestrował żadnego znacznego wzrostu liczby błysków wzdłuż płaszczyzny galaktyki ani też w kierunku środka galaktyki. Brak takiego ułożenia rozbłysków gamma dostarczył bardzo mocnego dowodu na pozagalaktyczne pochodzenie błysków gamma.
Przez kilka dziesięcioleci po odkryciu błysków gamma uczeni starali się odkryć odpowiedniki błysków gamma w innych zakresach długości fal, ale pochodzących z dokładnie tych samych pozycji na niebie. Astronomowie brali pod uwagę wiele różnych klas obiektów jak białe karły, pulsary, supernowe, gromady gwiazdowe, kwazary, galaktyki Seyferta, oraz obiekty BL Lac. Poszukiwania okazały się bezowocne. Nawet dla błysków gamma, dla których pozycje były wyznaczone stosunkowo dokładnie, nadal była to zbyt mała rozdzielczość, aby udało się im przypisać odpowiedniki w innych pasmach promieniowania. To sugerowało, że pochodzenie błysków gamma jest albo od bardzo słabych obiektów (których było wiele w danym wycinku nieba), albo od bardzo odległych galaktyk. Zdano sobie sprawę z potrzeby zbudowania satelity o znacznie lepszych parametrach rozdzielczych oraz znacznie szybszej komunikacji. Przykładem takiego satelity następnej generacji jest BeppoSAX (patrz ramka obok).

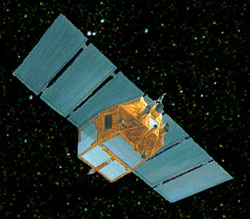
Włosko-holenderski satelita BeppoSAX, wystrzelony w kwietniu 1996 roku, dostarczył jako pierwszy precyzyjnej pozycji rozbłysków gamma, co umożliwiło przeprowadzenie obserwacji w innych zakresach fal promieniowania elektromagnetycznego, a przez to identyfikację źródeł błysków gamma

### Poświata
Kilka modeli powstawania błysków gamma zakładało, że po początkowym rozbłysku gamma musi być wolniej zmniejszająca się emisja na dłuższych długościach fal spowodowaną zderzaniem się wyrzuconej materii z gazem międzygwiazdowym. Taka zanikająca emisja nazywana jest poświatą. Poszukiwania zjawiska poświaty było początkowo bardzo trudne, zwłaszcza przez problemy obserwacyjne z określeniem dokładnej pozycji rozbłysku gamma zaraz po zarejestrowaniu zjawiska. Prawdziwego przełomu dokonał satelita BeppoSAX. W lutym 1997 zarejestrował on rozbłysk gamma (GRB 970228) i kiedy detektor promieniowania X został nakierowany na miejsce na niebie, z którego został zarejestrowany rozbłysk gamma, wykrył on stopniowo malejącą emisję w promieniach X (z dokładnością do minut kątowych łuku). Natomiast teleskop William Herschel Telescope, w 20 godzin po rozbłysku, zarejestrował optyczną część pasma elektromagnetycznego z dokładnie tej samej lokalizacji. Kiedy rozbłysk gamma zupełnie osłabł możliwe było zarejestrowanie w paśmie optycznym bardzo słabej, a tym samej odległej, galaktyki w której ten rozbłysk miał miejsce.
Galaktyki, w których miały miejsce błyski gamma, przez kilka lat były zbyt słabo widoczne dla instrumentów i niemożliwe było określenie odległości do nich. Następnym krokiem milowym było zarejestrowanie przez satelitę BeppoSAX błysku GRB 970508. Ten rozbłysk został zlokalizowany na niebie zaledwie w 4 godziny. To umożliwiło przeprowadzenie dodatkowych obserwacji znacznie wcześniej niż w przypadku innych rozbłysków. Zmierzone widmo absorpcyjne pozwoliło na zmierzenie przesunięcia ku czerwieni (z = 0,835) dla tego obiektu. Jego odległość od Ziemi określono na 6 miliardów lat świetlnych. Było to pierwsze dokładne określenie odległości do rozbłysku gamma. Ponadto krótko po tym została zidentyfikowana galaktyka 970228, co ponad wszelką wątpliwość udowodniło, że błyski gamma zdarzają się w niezwykle odległych galaktykach. To zakończyło wszelkie spory na temat kosmologicznych odległości do tych zjawisk. Następnego roku zarejestrowano rozbłysk gamma GRB 980425, po którym zarejestrowano również wybuch supernowej (SN 1998bw). To pokazało, że te dwa zjawiska są ze sobą połączone oraz że rozbłyski gamma są dodatkowo połączone ze śmiercią bardzo masywnych gwiazd.

### Dalszy postęp obserwacyjny

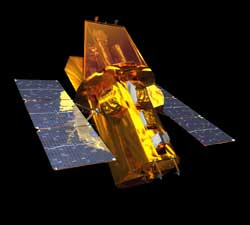
Satelita Swift wystrzelony przez NASA w listopadzie 2004

Satelita BeppoSAX funkcjonował do 2002 roku, natomiast CGRO (z instrumentem BATSE) do roku 2000. Rozwój nauki jaki dokonał się poprzez badanie rozbłysków gamma spowodował, że powstały kolejne misje ściśle zaprojektowane do badania tych zjawisk. Pierwszą taką misją była HETE-2. Satelita został wystrzelony w 2000 roku i funkcjonował przez 6 lat. Był źródłem licznych odkryć w dziedzinie rozbłysków gamma. Inną wyjątkowo udaną misją jest satelita Swift wystrzelony w 2004 roku i w roku 2014 funkcjonujący nadal. Ten ostatni satelita wyposażony został w bardzo precyzyjny instrument do detekcji promieniowania gamma. Ponadto posiada detektor promieniowania X oraz optyczny, co umożliwia mu nakierowanie się na źródło rozbłysku gammy automatycznie oraz w bardzo krótkim czasie. To umożliwia bardzo dokładne badanie poświaty powstałej po rozbłysku gamma.
W 2008 roku wystrzelony został satelita Fermi z zainstalowanym na pokładzie detektorem Gamma-Ray Burst Monitor, który zdolny jest do rejestrowania średnio kilkuset rozbłysków gamma w ciągu roku. Niektóre z tych najbardziej energetycznych rozbłysków gamma możliwe są do obserwacji poprzez detektor Large Area Telescope. Tymczasem na powierzchni Ziemi część teleskopów optycznych zostało przebudowanych w taki sposób, aby móc automatycznie oraz bardzo szybko nakierować się na źródła błysków gamma publikowanych przez Gamma-ray Burst Coordinates Network. Dzięki temu możliwe jest uzyskiwanie danych w paśmie optycznym w niemal kilka sekund po pojawieniu się informacji o rozbłysku – czasem nawet wtedy, kiedy rozbłysk gamma się jeszcze nie zakończył.

## Klasyfikacja

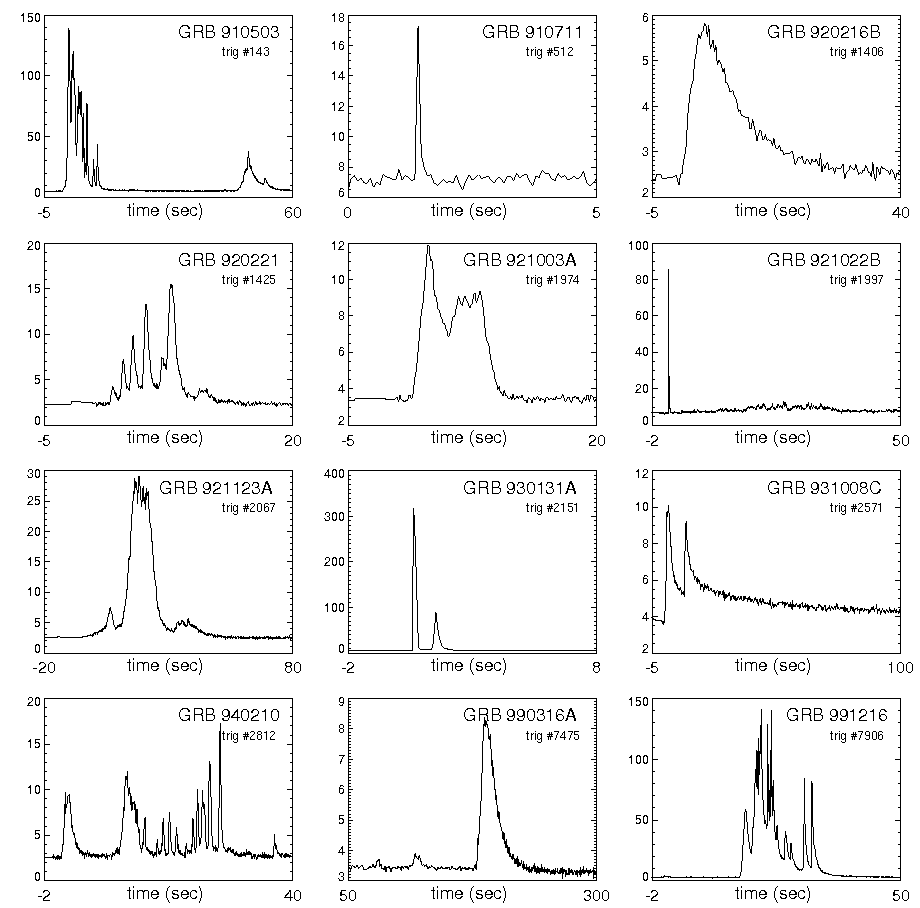
Przykłady kilku krzywych zmian blasku rozbłysków gamma

Rozbłyski gamma dzielą się na dwie zasadnicze grupy: błyski długie, trwające od dwóch do kilkuset sekund, a nawet dłużej, oraz błyski krótkie, trwające mniej niż 2 sekundy. Błyski długie charakteryzują się bardziej miękkimi widmami (są zdominowane przez fotony o niższych energiach) niż błyski krótkie. Wydaje się, że klasy te różnią się mechanizmem wybuchu.
Wiele zjawisk astrofizycznych ma stosunkowo prostą i spójną zmianę jasności krzywych zmian blasku, np. nowa czy supernowa. Jednak w przypadku rozbłysków gamma ich krzywe zmian blasku są bardzo różnorodne i złożone. Nie ma w zasadzie dwóch identycznych przypadków. Różnią się one pomiędzy sobą całym szeregiem właściwości: długością emisji (od milisekund do dziesiątek minut), mogą posiadać jedno maksimum (pik) albo kilka, poszczególne maksima mogą być symetryczne albo z szybko rosnącą jasnością i powolnym spadkiem. Niektóre błyski mają zdarzenie poprzedzające, które objawia się słabym wzrostem jasności, po czym po (nawet) kilku minutach braku aktywności następuje dopiero prawdziwy rozbłysk gamma. Niektóre krzywe zmian blasków błysków gamma są tak chaotyczne i skomplikowane, że trudno jest nawet wyodrębnić jakiekolwiek schematy.
Zaproponowano pewne modele, które są w stanie odtworzyć niektóre z prostszych zaobserwowanych krzywych zmian blasku. Jest to jednak zadanie bardzo trudne i modelowanie tych zjawisk zajmie jeszcze wiele lat. Zostało zaproponowanych kilka schematów na poklasyfikowanie krzywych zmian blasku. Opierają się one przede wszystkim na wyglądzie tych krzywych, co wcale nie oznacza, że mechanizm stojący za ich powstawaniem jest podobny. Nie mniej jednak ze względu na długość trwania zjawiska można łatwo zaobserwować podział błysków gamma na dwie osobne grupy. Pierwszą grupę stanowią krótkie błyski gamma, których wybuch trwa średnio około 0,3 sekundy. Do drugiej grupy należą długie błyski gamma ze średnią długością trwania zjawiska około 30 sekund. Obie te populacje są bardzo szerokie, część błysków gamma znajduje się pomiędzy nimi, co uniemożliwia zaklasyfikowanie ich do żadnej z wymienionych grup. Oprócz trwania błysków gamma zaproponowano jeszcze inne klasyfikacje na podstawie zarówno danych obserwacyjnych, jak i teoretycznych.

### Krótkie rozbłyski gamma

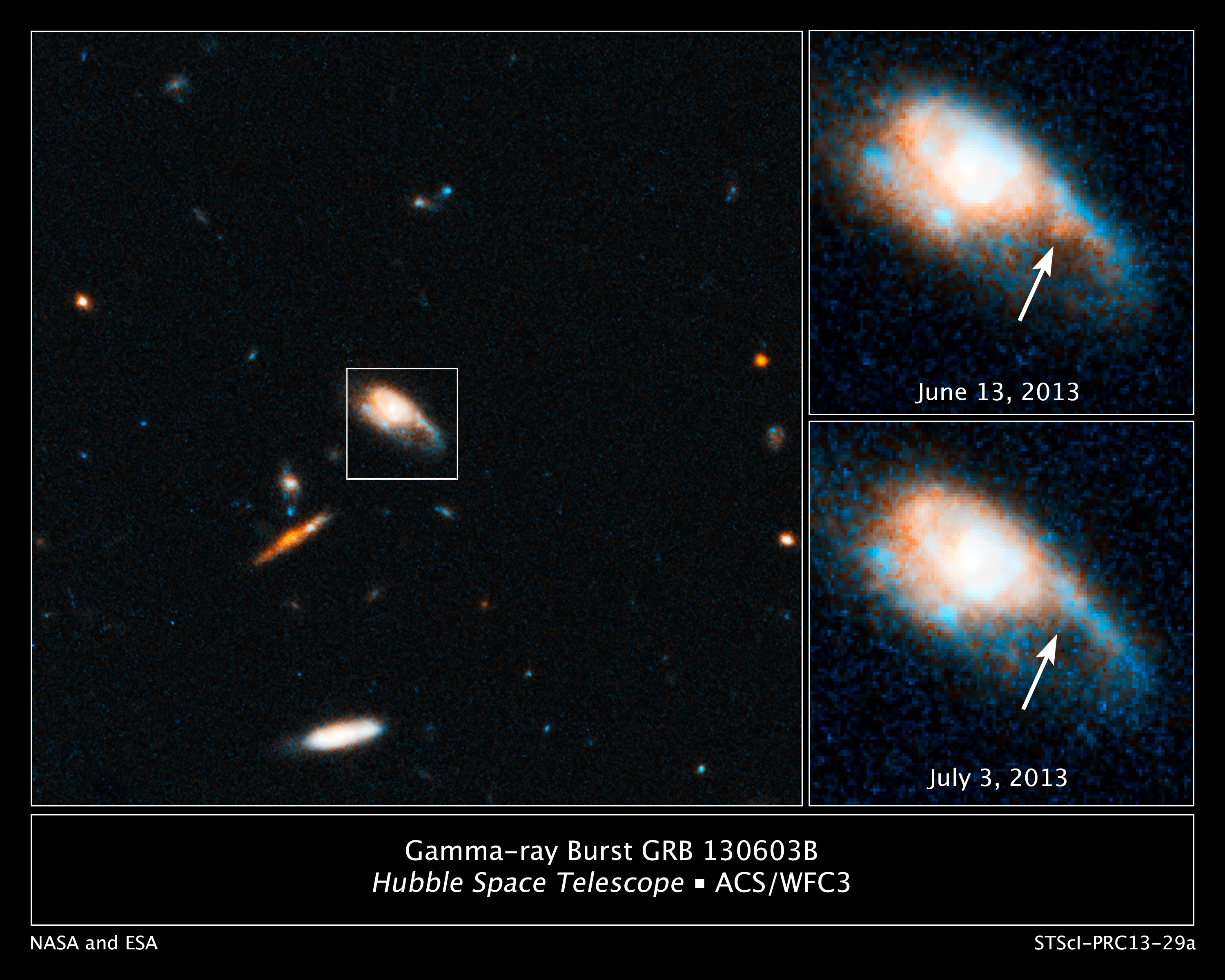
Zdjęcie wykonane teleskopem Hubble pokazujące podczerwoną poświatę z wybuchu kilonowej — około 1000 razy jaśniejszej niż gwiazda nowa

Rozbłyski gamma krótsze niż około 2 sekundy zaliczane są do krótkich rozbłysków gamma. To około 30% wszystkich rozbłysków. Dopiero po roku 2005 udało się zaobserwować kilkadziesiąt poświat powstałych w wyniku krótkich rozbłysków gamma. Udało się określić ich położenie – znajdują się one w regionach, w których uważa się, że zachodzi bardzo słaba, albo znikoma aktywność formowania się nowych gwiazd, np. w galaktykach eliptycznych i w centralnych regionach gromad galaktyk. Jest to bardzo silną przesłanką do tego, aby mówić, że krótkie rozbłyski gamma nie są połączone z wybuchami bardzo masywnych młodych gwiazd. Własności krótkich rozbłysków gamma, a tym samym fizyczny proces ich powstawania musi być inny niż długich rozbłysków gamma. Tym bardziej, że nie udało się wykazać połączenia pomiędzy krótkimi błyskami gamma a wybuchami supernowych.
Dokładna natura krótkich rozbłysków gamma jest nieznana. Niemniej jednak najbardziej prawdopodobną hipotezą ich powstawania jest koalescencja (połączenie) gwiazd neutronowych należących do jednego układu podwójnego albo gwiazdy neutronowej i czarnej dziury. Bardzo krótki czas rozbłysku gamma świadczy, że zdarzenie to musi dotyczyć obiektów o bardzo małych rozmiarach. Z całą pewnością, jeśli typowy rozbłysk trwa 0,2 sekundy, to musi to być wydarzenie o rozmiarach mniejszych niż 0,2 sekundy świetlnej. Taka odległość odpowiada czterem średnicom Ziemi. To wskazuje właśnie na zderzenie się dwóch zwartych obiektów, gwiazd neutronowych i/lub czarnej dziury. Emisja w zakresie promieni X, trwająca od kilku minut do kilku godzin zaraz po rozbłysku gamma, spójna jest z założeniem, że są to pozostałości po rozdartym zwartym obiekcie (gwieździe neutronowej), które opadają spiralnie na centralną czarną dziurę. Niektóre z krótkich błysków gamma mogą powstawać jako powtarzalne źródła miękkich promieni gamma w pobliskich galaktykach.

### Długie rozbłyski gamma
Większość błysków gamma (70%) charakteryzują się czasem trwania większym niż 2 sekundy. To długie rozbłyski gamma. Z powodu ich większej liczby oraz faktu, że trwają dłużej i dlatego łatwiej zaobserwować utworzoną przez nich poświatę, zostały one zbadane nieco dokładniej. Niemal wszystkie długie błyski gamma zostały skojarzone z galaktykami, w których zachodzi aktywny proces formowania się nowych gwiazd. Wiele z nich zostało również powiązanych z wybuchami supernowych. Dlatego długie błyski gamma uważa się za wynik śmierci bardzo masywnych gwiazd. Dodatkowym potwierdzeniem tej tezy są obserwacje bardzo odległych długich błysków gamma (z wysokim przesunięciem ku czerwieni). One również potwierdziły, że zdarzenia te pochodzą z regionów, w których formowane są nowe gwiazdy.

### Bardzo-długie rozbłyski gamma
Do tej grupy zalicza się rozbłyski gamma trwające dłużej niż 10 tysięcy sekund (około 3 godziny). Wyodrębniono je jako osobną klasę, ponieważ są pewne przesłanki, aby uważać, że są one wynikiem zapadania się błękitnych nadolbrzymów. Rozbłysków gamma z tej grupy zaobserwowano dotąd niewiele. Do bardziej znanych bardzo-długich rozbłysków gamma należą GRB 091024A, GRB 101225A, oraz GRB 111209A. Niemniej jednak wyodrębnienie osobnej grupy nadal jest szeroko dyskutowane w środowisku i nie jest do końca przesądzone.

### Rozrywanie pływowe
Ta klasa rozbłysków gamma została sformułowana po zarejestrowaniu GRB 110328A przez teleskop Swift 28 marca 2011. Ten rozbłysk trwał około 2 dni – znacznie dłużej niż wspomniane wyżej bardzo-długie rozbłyski gamma. Ponadto był obserwowany w zakresie promieniowania rentgenowskiego jeszcze przez wiele miesięcy po rozbłysku. Rozbłysk miał miejsce w centrum galaktyki eliptycznej o przesunięciu ku czerwieni równym z = 0,3534. Trwa ciągła debata, czy ten rozbłysk był wynikiem kolizji pomiędzy zwartymi obiektami, czy może powstał przez rozerwanie pływowe gwiazdy, które spowodowało utworzenie się długo trwającego relatywistycznego dżetu. Drugie wytłumaczenie uważa się za bardziej prawdopodobne.
Rozerwanie pływowe następuje wtedy, kiedy gwiazda jest rozerwana przez supermasywną czarną dziurę, co powoduje powstanie relatywistycznego dżetu, który z kolei jest odpowiedzialny za utworzenie jasnej emisji w zakresie promieniowania gamma. Początkowo uważano, że rozbłysk gamma GRB 110328A (oznaczany również jako Swift J1644+57) był spowodowany rozerwaniem gwiazdy ciągu głównego. Później przychylono się jednak do nieco innego wyjaśnienia, że rozbłysk ten był wynikiem rozerwania białego karła przez czarną dziurę o masie 10 tysięcy mas Słońca.

## Energia rozbłysków

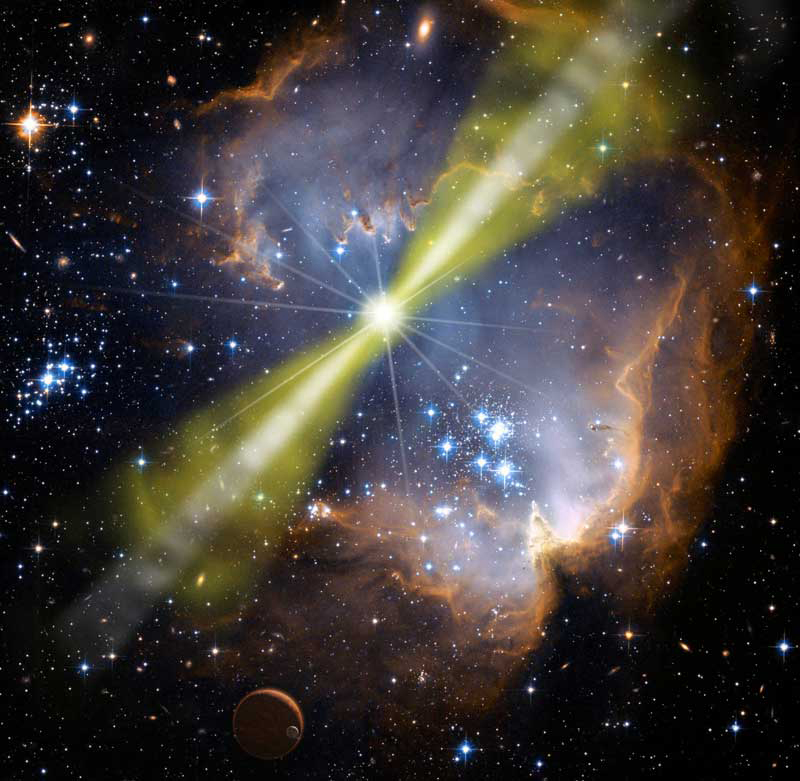
Wizja artystyczna jasnego rozbłysku gamma w regionie formowania się gwiazd. Energia wybuchu jest wypromieniowywana w przestrzeń w postaci dwóch wąskich, przeciwległych dżetów

Rozbłyski gamma obserwowane z Ziemi są bardzo jasne, mimo iż są niezwykle daleko. Typowa obserwowalna wielkość gwiazdowa długiego błysku gamma jest tak duża, jak jasnych gwiazd w Drodze Mlecznej, chociaż znajdują się one miliardy lat świetlnych od Ziemi. Większość energii jest wypromieniowywana w zakresie fal gamma. Niektóre z błysków gamma mają jednak znaczący wkład również w zakres optyczny promieniowania elektromagnetycznego. Ponieważ rozbłyski gamma są tak niezwykle jasne, mimo tak znaczących odległości, to muszą one być bardzo energetyczne. Zakładając, że rozbłysk gamma jest sferyczny, to wypromieniowuje on energię dwa razy większą niż energia z masy spoczynkowej Słońca (energia jaką byśmy uzyskali zamieniając całe Słońce w promieniowanie).
Nie ma znanych procesów fizycznych we Wszechświecie zdolnych do wytworzenia takiej energii. Dlatego uważa się, że rozbłyski gamma cechują się wyrzutami energii, które są skoncentrowane w pewnym kierunku – wąski relatywistyczny dżet poruszający się z prędkością 99,995% prędkości światła. Ponieważ dżety są mocno skoncentrowane, większość z nich nie przecina się z orbitą Ziemi i dlatego nie mogą zostać wykryte. Jeśli wziąć ten efekt pod uwagę to typowa energia z rozbłysku gamma ma energię 1044 J, co odpowiada 0,05% (1/2000) energii z masy spoczynkowej Słońca, co wciąż jest ogromną wartością – ona z kolei odpowiada energii wyzwalanej w wyniku wybuchu supernowych typu Ib/c. Rzeczywiście, dla niektórych rozbłysków gamma zaobserwowano wybuchy takich supernowych pochodzące z dokładnie tego samego miejsca na niebie.
Krótkie rozbłyski gamma wydają się pochodzić z odległości nieco bliższych Ziemi i nie są tak jasne jak długie rozbłyski gamma. Ponadto uważa się, że wiązki dżetów pochodzące z krótkich rozbłysków gamma są mniej skoncentrowane niż te pochodzące z długich.